# 抱草
抱草（学名：Melica virgata）为禾本科臭草属下的一个种。